# Façonnable
.

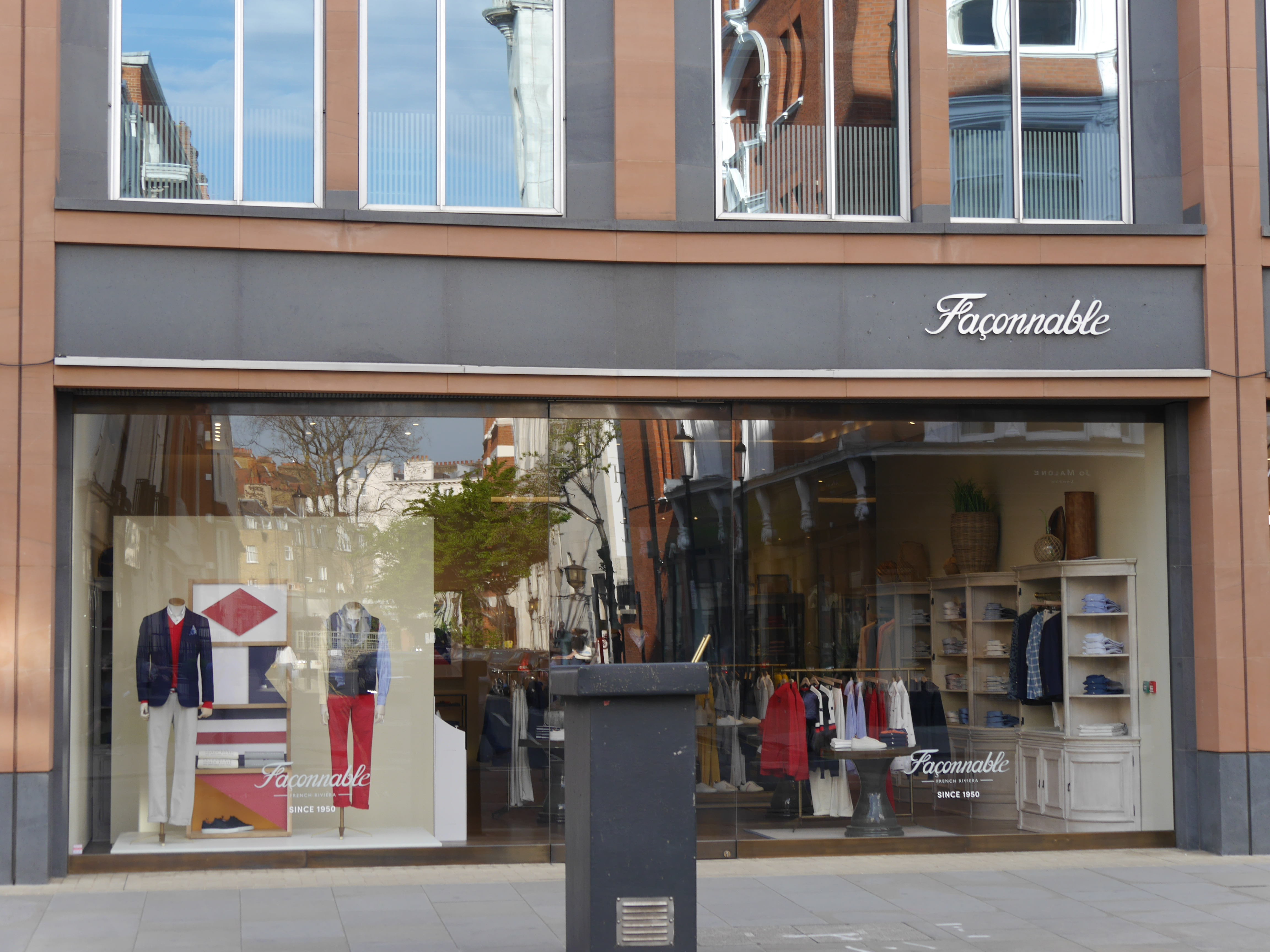
Façonnable à Sloane Street, Londres en 2022

Façonnable est une marque  française de prêt à porter homme et femme, détenue par une société Libanaise "M1 Group" depuis 2016,.

## Historique

### Façonnable, depuis 1950
L’histoire de la maison Façonnable débute grâce à Jean Goldberg, un maître-tailleur dans la région, qui ouvre en 1950 une boutique-atelier rue Paradis à Nice. Son succès est tel que les plus grandes stars internationales de l’époque comme Cary Grant ou Tony Curtis deviennent les ambassadeurs de la marque[réf. nécessaire], à l’occasion de leur passage au Festival de Cannes. À l’ouverture de la boutique en 1950, le nom « Façonnable » n’existe pas encore. Il faudra attendre onze années de plus pour voir apparaître la marque.

### Expansion en France
C'est en 1961 que le fils de Jean Goldberg, Albert Goldberg, reprend la boutique de son père et la rebaptise Façonnable, allusion au terme « façonner ». En 1971, il s'associe avec Jean-Pierre Benaym, le président de la société. Sous sa direction la marque s'étend et ouvre ses premières boutiques en 1973 à Monte-Carlo, Cannes, Saint-Tropez, Marseille, Lyon, Paris et Avignon.

### Façonnable s'étend
Dès 1988, Façonnable connaît une expansion internationale, d’abord aux États-Unis, grâce au réseau de magasins Nordstrom qui distribuent Façonnable en exclusivité.
En 1993, la 1re boutique en propre Façonnable est ouverte à New York sur la 5e avenue. Albert Goldberg et Jean-Pierre Benaym développent également Façonnable dans les plus grandes villes d’Europe, notamment en Belgique, en Espagne et au Portugal, ce qui va contribuer à l’expansion de la marque. En 1997, celle-ci se développe ensuite sur la côte ouest des États-Unis, à Beverly Hills et Costa Mesa.
L’expansion internationale de la marque s’accélère ensuite à l’automne 2000 avec le rachat de Façonnable par Nordstrom, qui étend le réseau de boutique sur le territoire américain.

### Propriétaires étrangers
En 2000, Nordstrom débourse 270 ou 370 millions de dollars (selon les sources) pour racheter la marque Façonnable. Albert Golberg et Jean-Pierre Benaym vendent la Société à la compagnie américaine mais les bureaux de style restent cependant à Nice. Sous la direction de Nordstrom, l'entreprise française comptabilise 36 boutiques Façonnable sur le continent européen.
En 2007, le groupe Libanais M1 rachète la marque. Il souhaite renforcer la position de Façonnable dans les marchés clés, notamment aux USA, à Londres et à Milan. La direction est confiée à Moustapha El Solh.

### Difficultés financières
En 2013, l'entreprise affiche une perte abyssale de 30,5 millions d'euros pour 47 millions de chiffre d'affaires. Le plan de réorganisation prévoit la suppression de 96 postes sur 448. Daniel Kearns est nommé à la direction artistique en 2014 avec l'objectif de créer « une marque davantage connectée à la réalité du marché ». En 2015, le CEO Ludovic Le Gurrièrec démissionne. En 2016, le "M1 Group" vend Façonnable à Pepe Jeans, filiale de M1 Group, qui prévoit une réorganisation complète de l'entreprise. Le siège niçois ferme pour être transféré à Barcelone.

### Directeurs artistiques
- 1950 : Jean Goldberg (fondateur, tailleur)
- 1961 : Albert Goldberg (fils du fondateur, tailleur)
- 2008 : Eric Wright (précédemment avec Karl Lagerfeld et Roberto Cavalli)[8]
- 2011 : Julian Neale (anciennement chez Michael Kors et Céline)[9]
- 2014 : Daniel Kearns (anciennement chez Louis Vuitton et Yves Saint Laurent)